# Connie Ansaldi
Claudia Constanza Ansaldi (Villa Urquiza, Buenos Aires; 20 de diciembre de 1973), conocida como Connie Ansaldi, es una panelista y presentadora de televisión.

## Carrera
Nació en el seno de una familia judía. Trabajó como panelista en programas de televisión como Intrusos
Trabajó en Mega 98.3 en "Connie on the Rock".

## Televisión
| Programas de televisión | Programas de televisión             | Programas de televisión   | Programas de televisión                                     | Programas de televisión |
| Año                     | Título                              | Rol                       | Notas                                                       | Canal                   |
| ----------------------- | ----------------------------------- | ------------------------- | ----------------------------------------------------------- | ----------------------- |
| 1998                    | Viva la diferencia                  | Panelista                 |                                                             | Telefe                  |
| 1999                    | Muñeca brava                        | Amiga de Bobby            |                                                             | Telefe                  |
| 2000-2001               | Fugitivos                           | Panelista                 |                                                             | Telefe                  |
| 2003, 2005–2006         | Intrusos en el espectáculo          | Panelista                 |                                                             | América TV              |
| 2004                    | Intrusos en la noche                | Panelista[cita requerida] |                                                             | América TV              |
| 2005–2008               | Top Ten (más tarde Top Ten en vivo) | Conductora                |                                                             | América TV              |
| 2006                    | Oye mi canto                        | Conductora                |                                                             | América TV              |
| 2010–2016               | Este es el show                     | Panelista                 |                                                             | El Trece                |
| 2011                    | Soñando por bailar: El debate       | Panelista[cita requerida] |                                                             | El Trece                |
| 2011                    | Los Únicos                          | Julia Paredes             | Participación especial                                      | El Trece                |
| 2012                    | Cantando por un sueño               | Participante              | 4.ª Eliminada / 17.º Puesto                                 | El Trece                |
| 2015                    | Showmatch: Bailando 10 años         | Invitada en Salsa en Trío | Acompañando a Ergün Demir                                   | El Trece                |
| 2017                    | Despedida de solteros: el diario    | Especialista              |                                                             | Telefe                  |
| 2017–2018               | Cortá por Lozano                    | Panelista.                |                                                             | Telefe                  |
| 2017–2018               | Morfi, todos a la mesa              | Columnista de chismes     |                                                             | Telefe                  |
| 2018                    | Pasado de Copas: [Drunk History]    | Narradora                 | Episodio: "Sarmiento y Avellaneda enfrentados por un árbol" | Telefe                  |
| 2018                    | Sidra caliente                      | Conductora                | Dos programas                                               | MTV                     |
| 2020–2021               | Los ángeles de la mañana            | Panelista                 | En varias ocasiones                                         | El Trece                |
| 2021                    | Archivo: Top Músic                  | Conductora                |                                                             | MTV                     |
| 2024                    | LAM                                 | Panelista invitada        |                                                             | América TV              |
| 2025-presente           | LAM                                 | Panelista de reemplazo    |                                                             | América TV              |

## Radio
| Año       | Programa           | Radio     |
| --------- | ------------------ | --------- |
| 2012–2013 | Connie on the Rock | Mega 98.3 |